# Ahmar Laglalcha
Ahmar Laglalcha (franska: Ahmar Laglalcha (CR), Ahmar Laglalcha (Commune Rurale), arabiska: زكموزن) är en kommun i Marocko.   Den ligger i provinsen Taroudannt och regionen Souss-Massa, i den centrala delen av landet, 400 km sydväst om huvudstaden Rabat. Antalet invånare är 13 845.